# Campeonato Sul-Americano de Corta-Mato
O Campeonato Sul-Americano de Corta-Mato (português europeu) ou Campeonato Sul-Americano de Cross Country (português brasileiro) (em inglês: South American Cross Country Championships) é uma competição continental anual de Corta-Mato  para atletas da América do Sul, especificamente, países membros da CONSUDATLE. Foi realizado pela primeira vez em 1986,  tornando-se o mais antigo campeonato continental de Corta-Mato. O evento é normalmente realizado no final de fevereiro ou início de março. 
O Campeonato Sul-Americano de Atletismo foi o precursor da competição de Corta-Mato, sendo destaque no principal programa de atletismo entre 1924 e 1949. Após a introdução de um campeonato independente em 1986, várias corridas foram realizadas: No início a competição contou com longas provas para homens e mulheres na categoria sênior, e corridas mais curtas para homens e mulheres na categoria júnior. Isso foi ampliado em 1991 com a adição da categoria juvenil para atletas até 18 anos. Mantendo-se em linha com as mudanças no Campeonato Mundial de Corta-Mato organizado pela IAAF. As corridas curtas foram removidas do programa após sua remoção no Campeonato Mundial em 2006. O Brasil tem sido o país de maior sucesso no campeonato: sendo invicto nos confrontos entre 1993 e 2001. 

## Edições
|    | Ano  | Cidade                  | País      | Nº de atletas                             | Data                 |
| -- | ---- | ----------------------- | --------- | ----------------------------------------- | -------------------- |
| 1  | 1986 | Bariloche               | Argentina | 28                                        | 4 de maio            |
| 2  | 1987 | Santiago                | Chile     | 23                                        | 7 de junho           |
| 3  | 1988 | Tandil                  | Argentina | 23                                        | 22 de fevereiro      |
| 4  | 1989 | Assunção                | Paraguai  | 32                                        | 26 de fevereiro      |
| 5  | 1990 | Caracas                 | Venezuela | 26                                        | 11 de fevereiro      |
| 6  | 1991 | Ambato                  | Equador   |                                           | 2 de fevereiro       |
| 7  | 1992 | São Paulo               | Brasil    |                                           | 4 - 5 de janeiro     |
| 8  | 1993 | Cali                    | Colômbia  | 89                                        | 20 - 21 de fevereiro |
| 9  | 1994 | Manaus                  | Brasil    | 81 + 1 convidado                          | 12 - 13 de janeiro   |
| 10 | 1995 | Cali                    | Colômbia  | 60                                        | 25 - 26 de fevereiro |
| 11 | 1996 | Assunção                | Paraguai  | 108                                       | 24 - 25 de fevereiro |
| 12 | 1997 | Comodoro Rivadavia      | Argentina | 82 + 1 convidado                          | 22 - 23 de fevereiro |
| 13 | 1998 | Artur Nogueira          | Brasil    | 117                                       | 7 - 8 de março       |
| 14 | 1999 | Artur Nogueira          | Brasil    | 89                                        | 27 - 28 de fevereiro |
| 15 | 2000 | Cartagena das Índias    | Colômbia  | 81 + 69 associação estrangeira + 45 local | 5 - 6 de fevereiro   |
| 16 | 2001 | Rio de Janeiro          | Brasil    | 88 + 114 local                            | 3 - 4 de março       |
| 17 | 2002 | Santa Cruz de la Sierra | Bolívia   | 72                                        | 23 - 24 de fevereiro |
| 18 | 2003 | Assunção                | Paraguai  | 95                                        | 22 - 23 de fevereiro |
| 19 | 2004 | Macaé                   | Brasil    | 89                                        | 14 - 15 de fevereiro |
| 20 | 2005 | Montevidéu              | Uruguai   | 138                                       | 19 - 20 de fevereiro |
| 21 | 2006 | Mar del Plata           | Argentina | 141                                       | 4 - 5 de março       |
| 22 | 2007 | Rio de Janeiro          | Brasil    | 86 + 1 convidado                          | 25 de fevereiro      |
| 23 | 2008 | Assunção                | Paraguai  | 91                                        | 2 de março           |
| 24 | 2009 | Coronel                 | Chile     | 73                                        | 21 de fevereiro      |
| 25 | 2010 | Guayaquil               | Equador   | 82                                        | 27 de fevereiro      |
| 26 | 2011 | Assunção                | Paraguai  | 97                                        | 20 de fevereiro      |
| 27 | 2012 | Lima                    | Peru      | 85                                        | 4 de março           |
| 28 | 2013 | Concordia               | Argentina | 91                                        | 24 de fevereiro      |
| 29 | 2014 | Assunção                | Paraguai  | 158                                       | 23 de fevereiro      |
| 30 | 2015 | Barranquilla            | Colômbia  |                                           |                      |

## Competições
- Campeonato Sul-Americano de Atletismo
- Campeonato Sul-Americano de Atletismo em Pista Coberta
- Campeonato Sul-Americano de Atletismo Sub-23
- Campeonato Sul-Americano de Atletismo Sub-20
- Campeonato Sul-Americano de Atletismo Sub-18
- Campeonato Sul-Americano de Marcha Atlética
- Campeonato Sul-Americano de Maratona
- Campeonato Sul-Americano de Meia Maratona
- Campeonato Sul-Americano de Milha de Rua
- Campeonato Sul-Americano de Corrida de Montanha